# A Plenitude do Ser
A Plenitude do Ser (no original, Happiness Becomes You) é um livro de memórias escrito pela cantora Tina Turner. Lançada no Brasil em 2023, a obra explora detalhes da vida da artista sob a ótica da prática budista que ela realiza por meio da organização Soka Gakkai desde os anos 1970. O livro foi eleito como a melhor publicação de não ficção pelos editores da Amazon em 2020, ano do lançamento original em língua inglesa.

## Enredo
A Plenitude do Ser contém oito capítulos, além da introdução, e abrange toda a vida de Tina Turner - desde as histórias sobre sua cidade natal, anteriores ao seu nascimento. O livro segue com as adversidades que a artista enfrentou ao longo da vida e da carreira até atingir o estrelato. Há também histórias sobre a vida cotidiana da cantora, na época da conclusão do livro, em 2020, quando ela chegara aos oitenta anos. Assim, os oito capítulos coincidem com as oito décadas da sua vida. Além disso, Tina Turner oferece orientação para a autocapacitação do leitor, discorrendo sobre como os princípios budistas a fortaleceram para superar pobreza, preconceito, doença, perdas e outros desafios pessoais e profissionais. A obra também conta com imagens raras ou nunca publicadas da artista, capturadas entre as décadas de 1970 e 2020.

## Recepção
O livro teve lançamento em 44 países e tornou-se um best-seller, chegando a alcançar o primeiro lugar da categoria de espiritualidade na Europa. A Plenitude do Ser foi considerado um dos melhores livros lançados nos Estados Unidos, em 2020, pelos editores da Amazon.  A revista Publishers Weeky definiu a obra como um compartilhamento simples e comovente da vida espiritual de Tina Turner como praticante da Soka Gakkai, destacando as citações inspiradoras, o glossário sobre budismo e a presença de personagens icônicos da música, como os jazzistas Herbie Hancock e Wayne Shorter.